# Anisodes rufidorsata
Anisodes rufidorsata är en fjärilsart som beskrevs av W. Warren 1896. Anisodes rufidorsata ingår i släktet Anisodes och familjen mätare. Inga underarter finns listade i Catalogue of Life.